# Station Åsen
Station Åsen  is een station in Åsen in de gemeente Levanger in Noorwegen. Het oorspronekelijke station dateerde uit 1902 en was ontworpen door Paul Due. In 1944 werd het huidige gebouw neergezet. Het gebouw is tegenwoordig als kunstgalerie in gebruik. 
Åsen wordt bediend door de stoptreinen van lijn 26 die rijden tussen Steinkjer en Trondheim. 